# Chevrolet Deluxe
Chevrolet Deluxe — 4-дверный седан, выпускавшийся с 1941 по 1952 года Chevrolet. В 1942 году также опциональным стал 2-дверный фастбэк «aerosedan». Производство было отложено на неопределенный срок в 1942 году из-за Второй мировой войны, после неё было сделано около 110 000 штук, хотя несколько тысяч купе и седанов было произведено и в годы войны для использования военным персоналом. В конце 1945 года гражданское производство возобновилось. Переработанный Deluxe с изменённым кузовом и интегрированными задними крыльями был предложен в 1949 и 1950 годах.

## Характеристики
В 1941/42 годах модель оснащалась рядной шестёркой «Blue Flame», и это был единственный двигатель, который предлагался. Он имел 85 лошадиных сил. В 1947 году его доработали, и он стал вырабатывать до 90 лошадиных сил. Deluxe легко достигал скорости 80 миль в час (~130 км/ч), без перегрузки. Передача была ручной и имела 3 скорости, с вакуумным усилителем. Третья передача была прямой, то есть вход и выход на равных скоростях. Overdrive была редкой опцией. Тормоза были гидравлические, на все колёса, а амортизаторы — рычажного типа. Главный цилиндр находится под водителем. Лобовое стекло до 1948 года было плоским и раздвоенным, а стеклоочистители — вакуумными. Также Chevrolet предлагал омыватели лобового стекла в некоторых годах.

## Стиль
Экстерьер имел гладкие и кривые линии, с отделкой хромированной нержавеющей сталью. На заднем бампере был дополнительный бампер по центру, который усиливал конструкцию, так что крышка багажника была приподнята. Передний и задний бамперы были с дополнительными хромированными краями, которые были привинчены к концам бамперов. Популярной особенностью также являлся большой внешний зонтик, который защищал водителя от ослепления от металлической торпеды, хоть это и не было опцией Chevrolet.

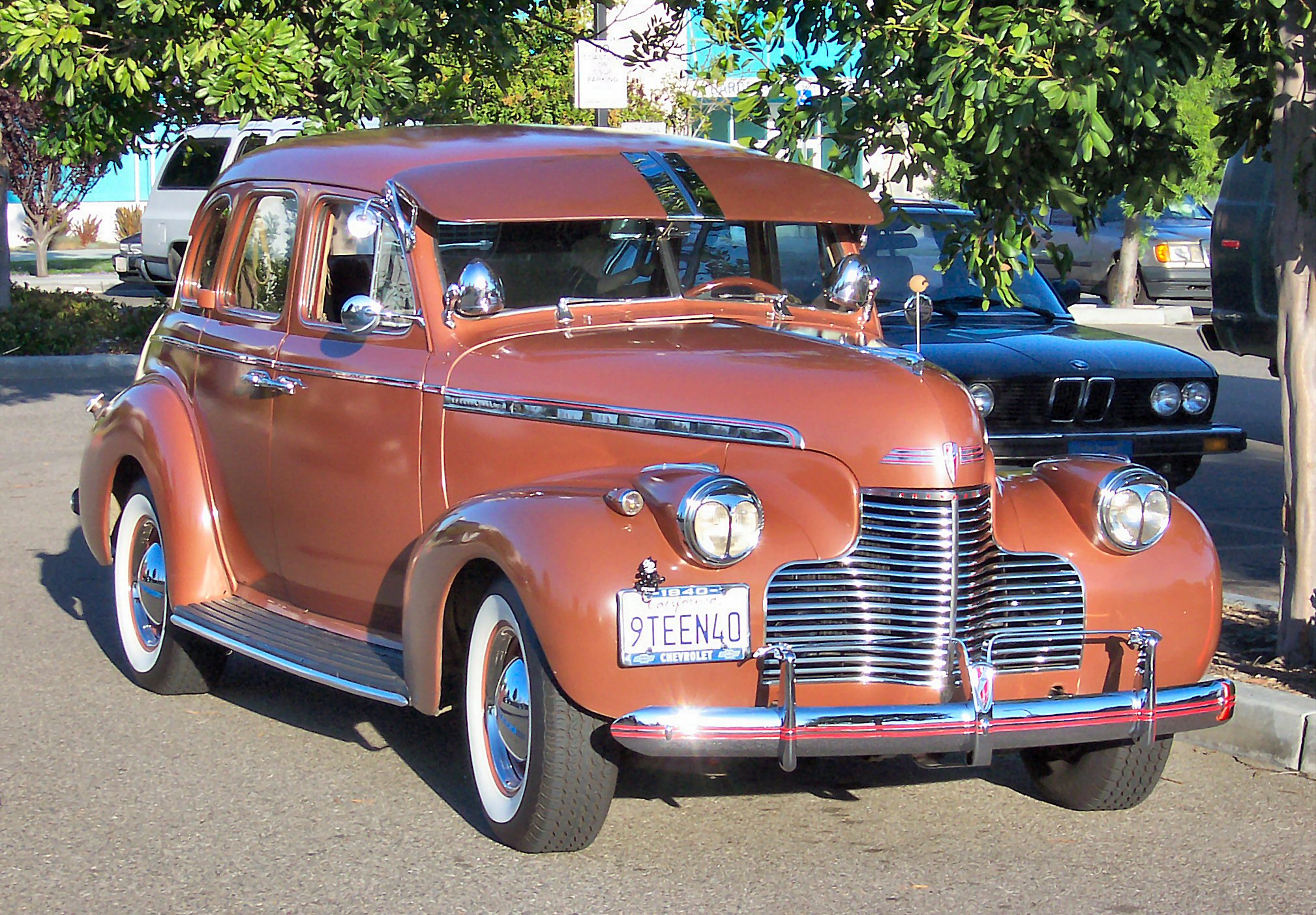
Chevrolet Deluxe 1940 г.

Интерьер имел тканевые сиденья и металлическую доску приборов, иногда с моделируемыми деревянными вставками. Радио представляло собой моновакуумную трубку типа радио со встроенным динамиком. С левой стороны от радио была кнопка с надписью «Т» и она работала как педаль газ, потому что во время запуска, было трудно нажать педаль стартера и акселератора, сохраняя при этом нажатие сцепления. С правой стороны был рычаг воздушной заслонки. Часы были интегрированы в двери, в перчаточный ящик, также был ручной веер 7-дневного типа.

## 1949—1952
В 1949 году все автомобили Chevrolet получили новый послевоенный стиль. Делюкс был новым флагманом Chevy. Самым дешёвым Deluxe был Deluxe Styleline — 6-местный седан стоимостью 1492$. Тормоза стали барабанными. Также автомобиль получил новую приборную панель. Передняя подвеска была стабилизирована.
В 1950 году мало что изменилось. Передние места для ног увеличились до 42,8 дюймов.

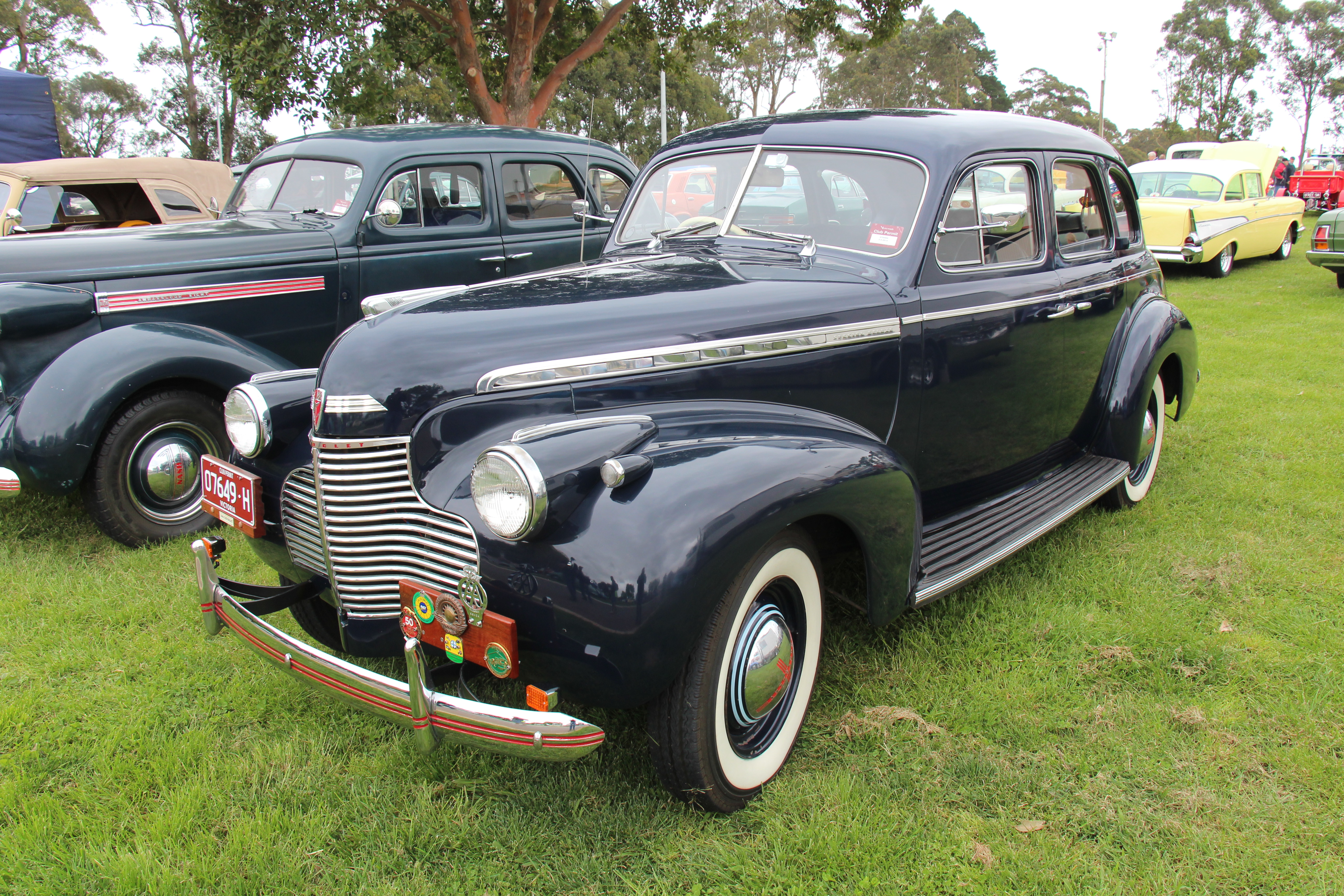
Chevrolet Special Deluxe 1940 г.

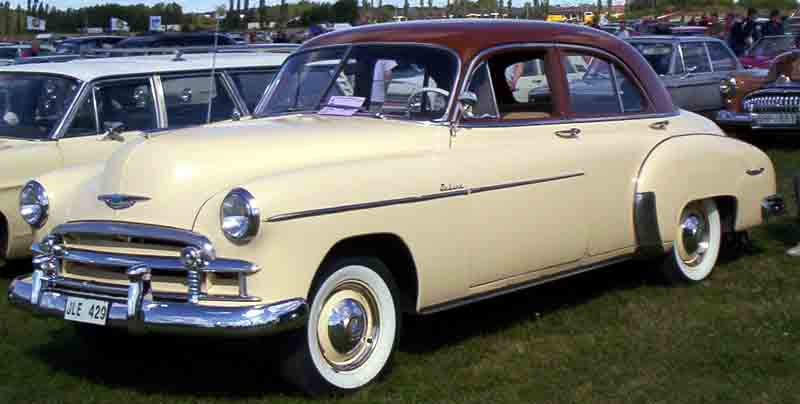
Chevrolet Deluxe 1949–1952 гг.

В 1951 году было также мало изменений со стороны, хоть дизайн стал совершенно новым. Опциональным стало радио стоимостью $ 64. Задний мост имел соотношение 4,11:1.